# Libnotes citrivena
Libnotes citrivena är en tvåvingeart som först beskrevs av Alexander 1938.  Libnotes citrivena ingår i släktet Libnotes och familjen småharkrankar. Inga underarter finns listade i Catalogue of Life.